# Herinneringsmedaille 1940-1945 van de Koninklijke Noord- en Zuid-Hollandsche Maatschappij tot Redding van Drenkelingen
De Koninklijke Noord- en Zuid-Hollandsche Maatschappij tot Redding van Schipbreukelingen heeft, tijdelijk beroofd van het predicaat Koninklijk, ook tijdens de Tweede Wereldoorlog en onder moeilijke en gevaarlijke omstandigheden haar reddingswerk verricht. Daarom besloot het bestuur in begin 1946 een Herinneringsmedaille 1940-1945 van de Koninklijke Noord- en Zuid-Hollandsche Maatschappij tot Redding van Schipbreukelingen in te stellen. De medaille is een particuliere onderscheiding. De medailles werden op 26 februari 1946 uitgereikt aan de bemanningen.
De zuiderbuur, de Koninklijke Zuid-Hollandsche Maatschappij tot Redding van Drenkelingen volgde korte tijd later met een eigen Herinneringsmedaille 1940-1945 van de Koninklijke Zuid-Hollandsche Maatschappij tot Redding van Schipbreukelingen. Ook het Rode Kruis had al een onderscheiding ter herinnering aan de oorlogsperiode laten vervaardigen.